# Татарбунарское восстание
Татарбуна́рское восста́ние (рум. Răscoala de la Tatarbunar, укр. Татарбунарське повстання) — вооружённое крестьянское восстание в Южной Бессарабии под руководством большевистской партии против румынских властей, проходившее 15—18 сентября 1924 года.

## Предпосылки
Советское государство не признало акт присоединения Бессарабии к Румынии в 1918 году. В декабре 1923 г. состоялась 6-я конференция Балканской коммунистической федерации, на которой была принята резолюция, в которой румынское государство обвиняли в аннексии «больших частей других народов» в 1918 г., воспользовавшись слабостью России.
В марте 1924 года в Вене начались румынско-советские дипломатические переговоры, призванные облегчить двусторонние отношения. С самого начала советская делегация начала обсуждать вопрос о Бессарабии. Советский дипломат Максим Литвинов представил румынскому правительству во главе с Ионом И. К. Брэтиану план проведения плебисцита в Бессарабии. 2 апреля 1924 года румынская делегация отклонила советское предложение о проведении плебисцита в Бессарабии и прервала дальнейшие переговоры с СССР. В ответ на это 6 апреля 1924 года в Москве заместитель М. Литвинова сделал корреспонденту газеты «Правда» следующее заявление: «Впредь до плебисцита мы будем считать Бессарабию неотъемлемой частью Советского Союза». 28 июля 1924 года указом короля Румынии была запрещена Коммунистическая партия Румынии.
Идея присоединения Бессарабии к Советскому Союзу летом 1924 года обсуждалась в высших партийных кругах. 8 августа 1924 года Васил Коларов, генеральный секретарь Коминтерна, и другие разработали план начала коммунистической революции в Румынии, после которой Бессарабия должна была быть присоединена к СССР. Авторы плана исходили из того, что бессарабские крестьяне были недовольны аграрной политикой румынского правительства, особенно аграрной реформой 1921. Также положение крестьян ухудшилось в результате засухи лета 1924 года, вызвавшей голод в Южной Бессарабии.
Г. И. Котовский, командовавший кавалерийским корпусом, расположенном в районе СССР, прилегающем к Бессарабии, предлагал М. В. Фрунзе, заместителю наркома по военным делам, решить проблему одним «лихим кавалерийским наскоком». «Изнутри» действовал Южно-Бессарабский революционный комитет во главе с Андреем Клюшниковым, советским политработником, известным под псевдонимом Ненин, который проводил акцию по созданию большевистских революционных комитетов в уездах Кагул, Измаил и Белгород-Днестровский. Распространялись пропагандистские материалы (брошюры и революционные манифесты), осуждающие румынскую оккупацию Бессарабии и призывающие к единству бессарабского населения с целью провозглашения советской республики. Одновременно по линии Разведупра РККА в регионе сосредоточивалось оружие, налаживалась связь и готовились явки. По крайней мере, позже, во время суда над восставшими, было документально подтверждено о переброске не менее 1000 винтовок, 3000 гранат, 7 пулеметов, 500 сабель и шашек и 1 миномета. Руководители операции надеялись, что после первых активных действий диверсионных групп, переброшенных через границу, все население поднимется против румынской армии, и что революционное движение охватит всю Бессарабию.

## Ход событий

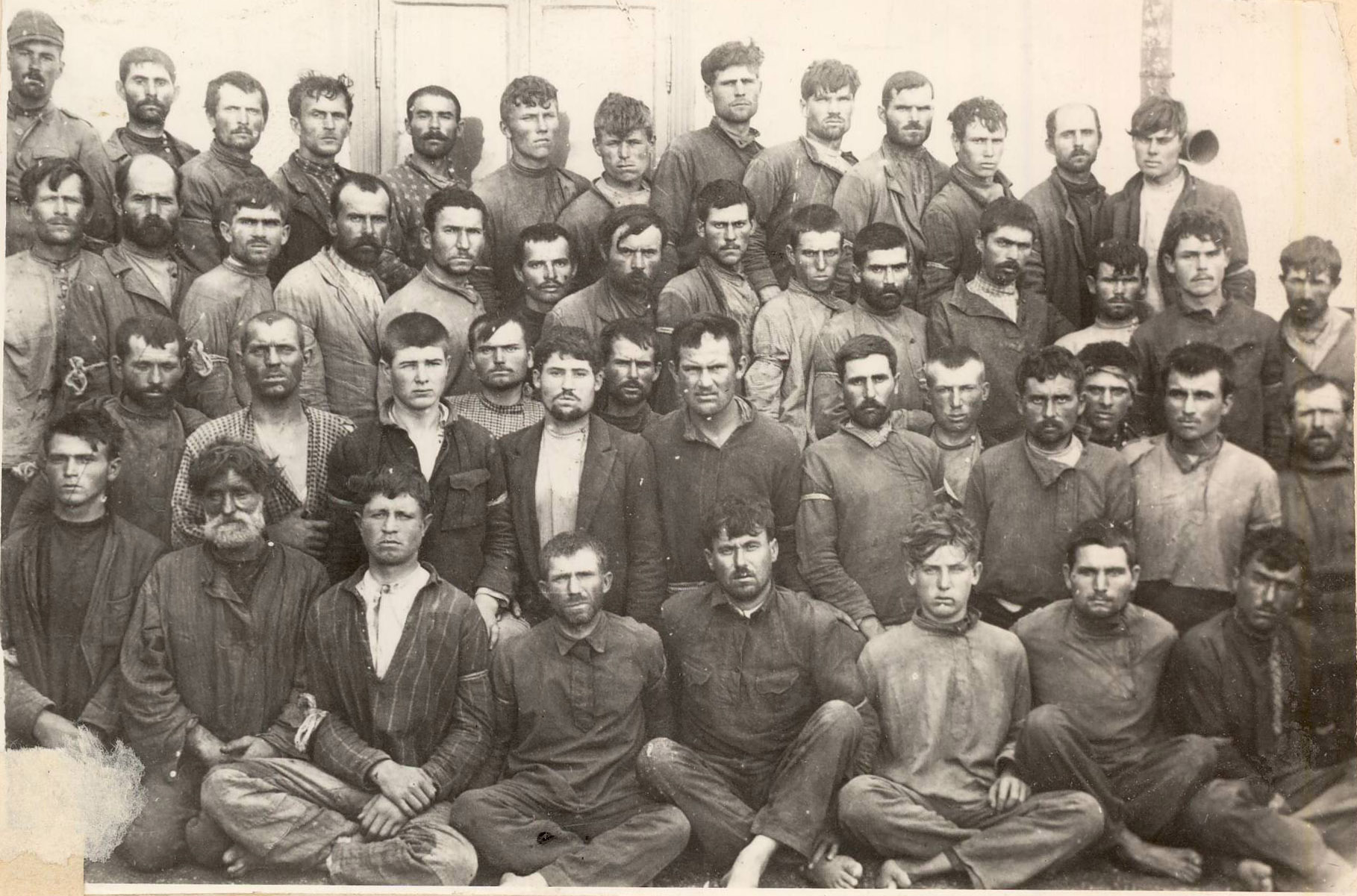
Группа татарбунарских повстанцев. Сентябрь 1924 г.

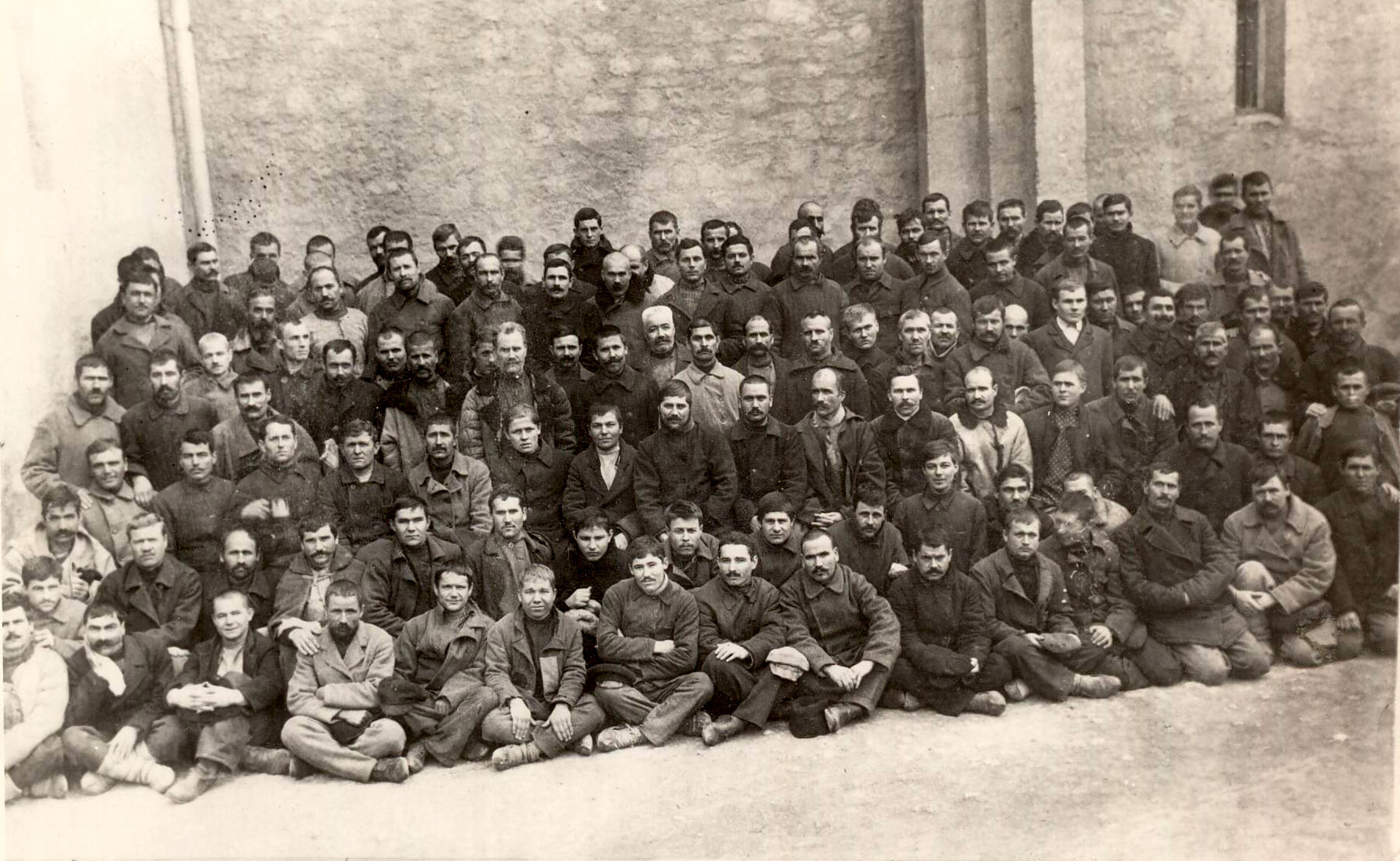
Восставшие в Татарбунарах крестьяне. 1924 г.

15 сентября 1924 года в Татарбунарах (ныне Одесская область Украины) началось вооружённое восстание против румынских властей под руководством коммунистической организации Бессарабии, во главе которой стоял А. И. Клюшников (Нинин). 16 сентября восставшие захватили власть в селе. Был создан ревком, в состав которого вошли А. Клюшников, И. Батищев, Л. Цуркан, Н. Лисовой, И. Бежанович. Было провозглашено установление Советской власти в Бессарабии.
По данным В.Воронова, предполагалось захватить на некоторое время Кагул, Измаил, дунайский порт Килия, провозгласить там советскую власть, а затем выпустить обращение с просьбой оказать "интернациональную помощь" силами регулярных частей Красной Армии. Непосредственный оперативный центр руководства "восстанием" развернули в Одессе. Задачу непосредственной военной поддержки возложили на дислоцированный в Тирасполе 2-й кавалерийский корпус Григория Котовского.
17 сентября Татарбунарское восстание охватило почти весь юг Бессарабии. Поднялось более 6 тысяч человек из сёл Чишмия, Акмангит, Нерушай, Михайловка, Галилешты и др. Повстанцы (молдаване, украинцы, русские, болгары, гагаузы и др.) создавали органы Советской власти — ревкомы, организовывали отряды народной милиции и Красной Гвардии. Повстанцы вели борьбу за создание Молдавской советской республики. Восстание не поддержали молдавские поселенцы и немецкие колонисты. На подавление восстания королевское правительство Румынии направило войска с артиллерией и флот. 19 сентября румынские войска штурмом взяли Татарбунары — центр восстания, применив артобстрел химическими снарядами. Татарбунарцы продержались три дня, потом были разгромлены. Погибло более 3 тысяч человек. Ещё четыре дня армии понадобилось, чтобы подавить очаги сопротивления в других местах.
На стороне восставших выступила Коммунистическая партия Румынии. ЦК компартии Румынии в специальном манифесте призвал оказать помощь повстанцам. В ноте протеста Советское правительство потребовало положить конец кровавым расправам. Расправившись с восставшими и арестовав многих его участников, румынские власти в 1925 году организовали «процесс 500», который должен был доказать, что Татарбунарское восстание — «дело рук Москвы». В защиту арестованных татарбунарцев выступили А. Барбюс, Р. Роллан, Э. Синклер, Т. Драйзер, А. Эйнштейн, Б. Шоу, Л. Арагон, М. Садовяну, К. Пархон, Т. Манн и многие другие левые представители науки и культуры. В ноябре 1925 года в Кишинёв прибыла делегация общественности стран Западной Европы во главе с писателем Анри Барбюсом. Делегация добилась присутствия на процессе. Позднее Барбюс напишет в своей книге «Палачи»: «Может быть, если бы я уже не был революционером, я стал бы им, вернувшись из этого трагического хаоса южной Европы». Судебные преследования длились до 1929 года. Было найдено много доказательств связи восстания с Москвой, но так как большинство арестованных оказались случайными участниками событий, то суд их оправдал, за исключением 85 человек, которые были приговорены к срокам от 5 лет до пожизненного заключения.